# The Death of Emmett Till
The Death of Emmett Till is een nummer uit 1962 van Bob Dylan. De tekst gaat over de gruwelijke moord in Money, Mississippi op de Afro-Amerikaanse veertienjarige tiener Emmett Till uit Chicago op 28 augustus 1955. 
Het nummer is nooit uitgebracht op een officieel album van Dylan, maar wel op de bootleg  Volume 9, The Witmark Demos. De opname vond plaats in december 1962 in de Witmark Studios in New York.
Emmett Till werd vermoord vanwege een vermeende flirt met een blanke vrouw. Haar broer en halfbroer werden gearresteerd, maar door een blanke jury vrijgesproken. De brute lynchpartij vormde een katalysator voor de prille burgerrechtenbeweging in de Verenigde Staten.
In een radioshow uit die periode erkende Dylan, dat hij bij het nummer geïnspireerd was op het nummer 'The Bus Driver' van protestzanger Len Chandler.